# Oswald Rayner
Pour les articles homonymes, voir Rayner.
Oswald Rayner, né le 29 novembre 1888, à Smethwick, Staffordshire, et mort le 6 mars 1961, à Botley, Oxfordshire, est un espion anglais, officier de renseignement pour le MI6.
Lors de la Première Guerre mondiale, Oswald Rayner est officier du renseignement anglais au sein du Secret Intelligence Service et l'un des tireurs lors de l'attentat contre Grigori Raspoutine,, lors de son assassinat à Saint-Pétersbourg dans la nuit du 16 au 17 décembre 1916.
Les Britanniques redoutaient que Grigori Raspoutine veuille faire retirer les troupes russes engagées dans la Première Guerre mondiale contre l’Allemagne.

## Biographie
Oswald Rayner est le fils de Florence et Thomas Rayner, drapier.
Entre 1907 et 1910 Rayner étudie les langues modernes à l'Oriel College de l'Université d'Oxford, au Royaume-Uni, période pendant laquelle il se lie d'amitié avec Félix Ioussoupov, étudiant à l'University College d'Oxford dont il sortit diplômé et où il fonda l'Oxford University Russian Society.
Il est avocat à l'Inner Temple après avoir été admis au barreau en 1910, puis, très compétent en langues française, allemande et russe, il est ainsi recruté pour le MI6 comme officier de renseignement par Mansfield Smith-Cumming.
Si Rayner a achevé Raspoutine, il n'a jamais parlé de ce qu'il a fait. Il a brûlé tous ses papiers et a emporté son secret dans sa tombe en 1961.
Il quitte la Russie avant la fin de la guerre et, en 1920, travaille pour le Daily Telegraph comme correspondant finlandais.
Il passe ses dernières années dans le village de Botley, Oxfordshire, comme collecteur de fonds pour l'église locale.
Son fils unique, John Felix Rayner, du même prénom que son ami Félix Youssoupov, décède en 1965.

## Complot contreRaspoutine
Le 15 décembre 1915, il est envoyé comme officier de l'armée britannique à Pétrograd où il sert sous les ordres du lieutenant-colonel Samuel Hoare qui s'est lié d'amitié avec Vladimir Pourichkevitch, élu député à la Première Douma, où il siège aux côtés des fractions d'extrême droite.
Lieutenant-colonel, Samuel Hoare a également sous ses ordres Cudbert Thornhill, John Scale et Stephen Alley.
En août 1915, le grand-duc Nikolaï Nikolaïevitch de Russie est démis de ses fonctions de commandant suprême des armées impériales par Nicolas II de Russie. Le 21 août 1915, l'empereur se met à leur tête. Le tsar confie le gouvernement intérieur à son épouse. En qualité de conseiller privé de l'impératrice, Raspoutine rend visite quotidiennement à la tsarine, lui prodiguant des conseils. Alexandra Fiodorovna a une confiance aveugle en Raspoutine, le starets résout lui-même les affaires urgentes, parfois même des questions concernant l'Empire, fait et défait les ministres. Alors député de la Douma, Alexandre Fiodorovski Kerenski émet cette plainte : « La foi aveugle de La Tsarine en Raspoutine l'a amenée à lui demander conseil, non seulement dans les questions personnelles, mais aussi sur des questions de politique d'État.
À cette époque l'ambassadeur du Royaume-Uni était George William Buchanan (en) très proche du tsar Nicolas II de Russie. Avec en toile de fond diplomatique le démembrement de l'Empire ottoman et la question des Balkans, se mettent en place ainsi les conditions d'une guerre générale. Grigori Raspoutine et ses alliés de la paix freinent la marche de la Russie vers la guerre. Le Secret Intelligence Service estime qu'il est en effet en lien avec le banquier Dimitri Rubinstein père de Serge Rubinstein et ses réseaux allemands.
Félix Ioussoupov, de retour en Russie, souffre de l’ascendant qu'exerce Raspoutine sur la famille impériale, ce qui le plonge dans une profonde tristesse. Il estime que Raspoutine envoûte la tsarine et met en péril le trône de Russie.
Un complot naît donc et le 21 novembre 1916, le député Vladimir Pourichkevitch adresse cette lettre au prince : « Je suis terriblement occupé par le travail d'un plan visant à éliminer Raspoutine qui est simplement essentiel aujourd'hui, car sinon tout sera fini… Vous aussi, vous devez en faire partie. Dimitri Pavlovitch Romanov sait tout sur lui et vient en aide. Il aura lieu au milieu de décembre, quand Dimitri reviendra… Pas un mot à personne de ce que j'ai écrit ». Le prince lui répond par cette brève lettre : « Merci beaucoup pour votre lettre folle, je ne pouvais pas comprendre la moitié, mais je peux voir que vous vous préparez pour une action sauvage… Ma principale objection est que vous avez tout décidé sans me consulter… Je vois par votre lettre que vous êtes très enthousiaste et prêt à escalader les murs… Ne vous avisez pas de rien faire sans moi, ou je ne viendrai pas du tout ! » 
Une autre hypothèse de la naissance du complot, évoquée notamment par Vladimir Volkoff, expliquerait la résolution du jeune Félix Ioussoupov par son appartenance aux services secrets anglais. Ceux-ci, effrayés par l’influence du très germanophile Raspoutine, auraient poussé le prince Ioussoupov à le supprimer en s'appuyant sur ses relations et sa quasi immunité juridique.
En voulant tuer Raspoutine, Félix Ioussoupov exerce sans doute une vengeance. Son père, le général Ioussoupov, gouverneur-général de Moscou, a été limogé en 1915 pour avoir critiqué le régime impérial. Sa mère, la princesse Zenaïde, a également été déclarée indésirable à la cour après avoir demandé à la tsarine de renvoyer Raspoutine.
Le 16 décembre 1916 à Petrograd, Grigori Raspoutine est invité à un dîner chez le prince Ioussoupov où un complot a pour but de l'éliminer. Après une tentative d'empoisonnement, il est blessé de quatre balles avant d'être noyé. L'autopsie montre que quatre balles ont été tirées par au moins trois pistolets différents — l'un d'eux plus expérimenté que les deux autres, tire une balle en plein front à l'aide d'un revolver Webley qui est l'arme réglementaire de la British Army et l'arme personnelle d'Oswald Rayner,.
William Compton, chauffeur anglais d'Oswald Rayner, confirme grâce à son carnet de route l'avoir conduit six fois au palais Ioussoupov pour les préparatifs du complot, et a souvent affirmé qu'il était l'un des tireurs.
Une enquête fondée sur les rapports du Secret Intelligence Service montre que les Britanniques redoutaient que Raspoutine veuille faire retirer les troupes russes engagées dans la Première Guerre mondiale, et laisse entendre que le tireur est l'officier du renseignement anglais Oswald Rayner.
De retour en Angleterre, Oswald Rayner se confie à sa cousine Rose Jones, affirmant qu'il était présent lors de l'assassinat de Raspoutine, et montre aussi à des membres de sa famille une balle en affirmant qu'elle provient de l'assassinat.
Au terme d'une nouvelle enquête, une autre hypothèse évoquée dans Le Roman de Raspoutine indique que les balles furent tirées par le Grand duc Dimitri Pavlovitch et par Oswald Rayner.
Oswald Rayner, après son service au sein du MI6, devient son correspondant de presse en Finlande pour The Daily Telegraph.

### de Oswald Rayner
- The Criminal Code of the Russian Socialist Federative Soviet Republic. No. 15, Article 153 of the Collection of Laws, 1922, Supplemented by Amendments Issued Up to December 31, 1924, traduction de Oswald Theodore Rayner [lire en ligne]

- Traduction en anglais du livre Rasputin: His Malignant Influence and His Assassination, 1934, de Prince Felix et avec sa collaboration.

### autour de l'implication anglaise
- - Richard Cullen, Rasputin : The role of Britain s Secret Service in his Torture and Murde,  (ISBN 978-1906447076)
  - British spy 'fired the shot that finished off Rasputin de Karin Miller article du 19 septembre 2004 
  - Mikael Smith, Six : A history of Britain's Secret Intelligence Service, Part 1 : « Murder and Mayhem 1909-1939 »,  (ISBN 978-1906447007)
  - Joseph T. Fuhrmann Rasputin : The Untold Story, John Wiley & Sons, 24 septembre 2012, 320 pages,  (ISBN 1118226933 et 9781118226933), [lire en ligne]

### Films
- Raspoutine, téléfilm historique franco-russe réalisé par Josée Dayan, diffusé en 2011, avec Gérard Depardieu dans le rôle-titre
- Rasputin, film italien réalisé par Louis Nero, sorti en 2011, avec Francesco Cabras dans le rôle-titre
- Raspoutine, téléfilm réalisé par Uli Edel, sorti en 1996, avec Alan Rickman dans le rôle-titre
- Les orgies de Raspoutine (Rasputin - Orgien am Zarenhof), film pornographique allemand, réalisé par Ernst Hofbauer et Klaus König, sorti en 1983
- Raspoutine, l'agonie (Агония (Agoniya)), film soviétique réalisé par Elem Klimov en 1975
- J'ai tué Raspoutine, réalisé par Robert Hossein, sortit en 1967, avec Gert Fröbe dans le rôle-titre
- Raspoutine, le moine fou (Rasputin, the Mad Monk), film britannique réalisé par Don Sharp, sorti en 1966, avec Christopher Lee dans le rôle-titre
- Raspoutine, film franco-italien réalisé par Georges Combret, sorti en 1954, avec Pierre Brasseur dans le rôle-titre